# Cabo Enniberg
O cabo Enniberg é um promontório localizado na ilha de Viðoy, nas ilhas Feroe. Com 754 metros (2474 pés) de desnível frente ao mar, é um dos mais altos promontórios do mundo, e o segundo mais alto da Europa. É também o ponto mais a norte das ilhas Feroe. A localidade mais próxima é Viðareiði.

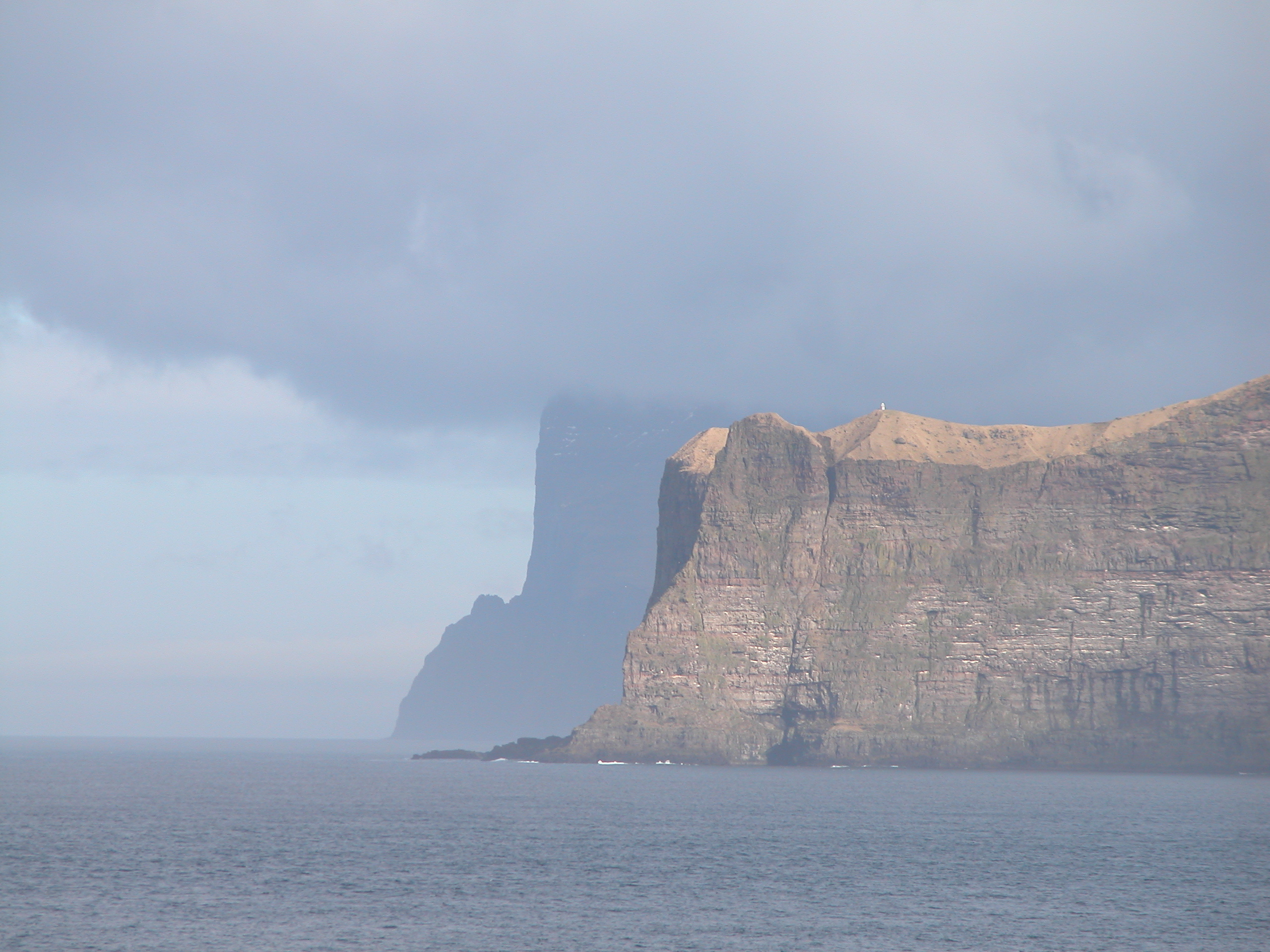
Vista do cabo Enniberg